# Guerra d'indipendenza irlandese
La guerra d'indipendenza irlandese (in inglese Irish War of Independence; in irlandese Cogadh na Saoirse) o guerra anglo-irlandese fu il conflitto condotto per due anni e mezzo dalle forze indipendentiste irlandesi contro il Regno Unito di Gran Bretagna e Irlanda dopo la fine della prima guerra mondiale, dal gennaio 1919 all'11 luglio 1921.
Il conflitto si risolse con la stipula del trattato anglo-irlandese il 6 dicembre 1921 a seguito del quale, un anno dopo, venne istituito lo Stato Libero d'Irlanda, eretto come dominion indipendente dell'impero su 26 delle 32 contee dell'isola; le 6 contee della provincia dell'Ulster a maggioranza protestante, invece, rimasero sotto la sovranità del Regno Unito e divennero note come Irlanda del Nord.
La successiva Repubblica d'Irlanda, nata nel secondo dopoguerra, riprende la stessa composizione territoriale dello Stato Libero, ma non ha più alcun legame, neppure formale, con il Regno Unito.
L'esercito repubblicano irlandese che combatté il conflitto è accreditato del nome di Old Irish Republican Army per evitare di confonderlo con altre organizzazioni paramilitari terroristiche che in seguito ne ripresero il nome.

## Gli inizi
Per i repubblicani irlandesi "puristi", la guerra d'indipendenza iniziò con la proclamazione della Repubblica irlandese durante la rivolta di Pasqua del 1916. Secondo questa prospettiva, il conflitto combattuto tra il 1919 ed il 1921 fu una guerra per la difesa della Repubblica, contro i tentativi di distruggerla.
In senso maggiormente proprio, la guerra ebbe origine dagli eventi seguiti alle elezioni generali del 1918. I deputati eletti nelle circoscrizioni irlandesi erano, per la maggior parte, nazionalisti dell'organizzazione Sinn Féin e rifiutarono di occupare i propri seggi a Westminster. Nel gennaio 1919 si costituirono, invece, come Assemblea d'Irlanda (Dáil Éireann, chiamata anche First Dáil). Il Dáil e l'Aireacht, ossia il governo guidato da Éamon de Valera, dichiararono l'indipendenza irlandese.
L'IRA, in quanto "Esercito della Repubblica Irlandese", ritenne di avere ricevuto dai membri del Dáil Éireann il mandato di iniziare le ostilità contro le autorità governative che, sotto la guida del lord luogotenente, amministravano l'Irlanda dal castello di Dublino.

### Prime sparatorie
Le ostilità iniziarono il 21 gennaio 1919 a Soloheadbeg, nella contea di Tipperary. Un reparto dell'IRA agli ordini di Dan Breen uccise due uomini della Royal Irish Constabulary, quando questi rifiutarono di consegnare la gelignite (un esplosivo a base di glicerina) che avevano in custodia.
Il fatto di Soloheadbeg venne considerato l'inizio della guerra d'indipendenza, anche se gli uomini avevano agito di loro iniziativa. Tre giorni dopo, venne proclamata la legge marziale nel South Tipperary. Lo stesso giorno della sparatoria, il First Dáil, convocato nella Mansion House di Dublino, dove aveva ratificato l'indipendenza proclamata nel corso della rivolta di Pasqua del 1916, formulò una mozione in cui si chiedeva il ritiro delle guarnigioni britanniche e si chiedeva a tutte "le nazioni libere del mondo" di riconoscere l'Irlanda indipendente.

## La guerra divampa

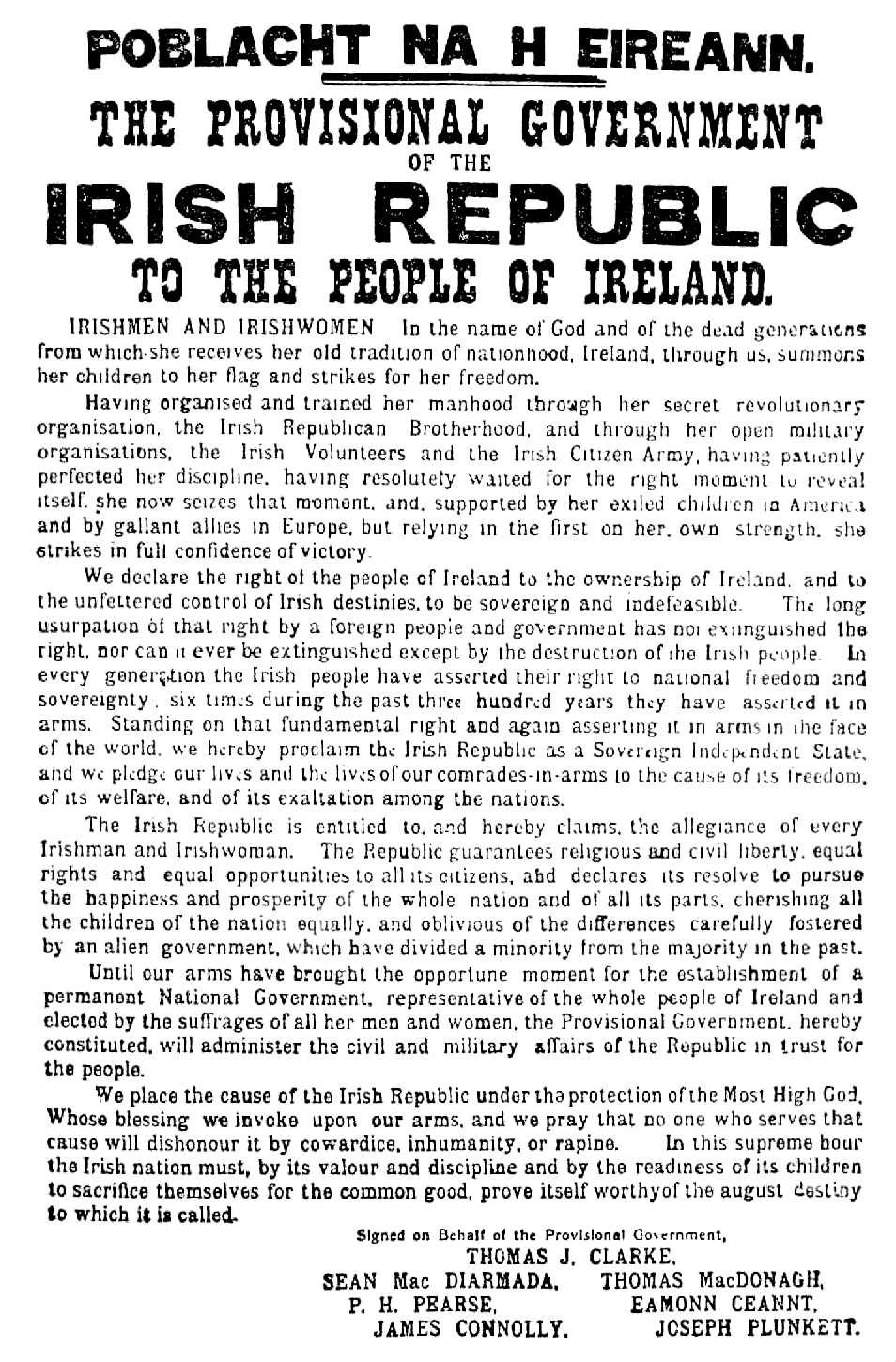
La proclamazione del 1916

I membri dell'IRA (detti anche "Volontari liberi") iniziarono ad attaccare le installazioni governative, a condurre incursioni per procurarsi armi e denaro e ad uccidere membri dell'amministrazione britannica. Il primo degli omicidi fu commesso a Westport, nel Mayo, contro il giudice locale John Milling, "colpevole" di aver fatto arrestare alcuni volontari per riunione sediziosa e per addestramenti militari clandestini. I guerriglieri repubblicani iniziarono ad imitare le tattiche dei Boeri, compiendo brevi e rapide incursioni in borghese.
Diversi esponenti repubblicani, come Éamon de Valera, erano favorevoli a condurre una guerra di tipo convenzionale, che legittimasse la repubblica agli occhi del mondo. Michael Collins si oppose però con successo a questa concezione tradizionalista, che aveva condotto alla sconfitta del 1916 e gran parte della dirigenza indipendentista fu d'accordo con lui. La violenza usata dai Volontari fu inizialmente disapprovata da gran parte della popolazione irlandese, ma questa cambiò opinione di fronte alla brutale campagna condotta dalle truppe britanniche, che avevano la tendenza ad aprire il fuoco senza motivo e fecero ampio ricorso alla distruzione di beni e ad arresti arbitrari.
Dall'inizio del 1920 la violenza quotidiana divenne normalità. Nei primi mesi dell'anno, i portuali di Dublino rifiutarono di scaricare ogni materiale militare. Quando a loro si aggiunsero anche gli aderenti all'Irish Transport and General Workers Union, fu necessario trasferire ferrovieri dall'Inghilterra, poiché quelli irlandesi si rifiutavano di trasportare le truppe governative.
Nel marzo del 1920 nella parte occidentale della contea di Limerick, per la prima volta l'IRA uccise una sospetta spia. All'inizio di aprile 150 caserme abbandonate dalla polizia vennero date alle fiamme per impedire che fossero riutilizzate, assieme ad un centinaio di uffici delle imposte.

### Gli scioperi della fame
Giorni dopo, i detenuti nella Mountjoy Jail iniziarono uno sciopero della fame per ottenere lo status di prigionieri politici. Gli scioperi provocarono affollate dimostrazioni di solidarietà a Dublino, seguite da un giorno di sciopero generale. Si decise allora di rilasciare solo i detenuti contro cui non erano ancora stati formulati specifici atti d'accusa, ma, a causa di un errore, furono rilasciati tutti. A Milltown Malbay, una pattuglia della RIC e del Highland Light Infantry sparò contro la folla disarmata che stava festeggiando il rilascio dei prigionieri, uccidendo tre Volontari e ferendone altri nove. Il County Coroner ritenne nove tra soldati e poliziotti colpevoli di omicidio e spiccò mandati di arresto contro di loro, ma non venne presa alcuna iniziativa disciplinare.
Nel settembre del 1920, il giudice locale Lendrum venne rapito dall'IRA ad un passaggio a livello vicino a Doonbeg, nella contea di Clare. Venne seppellito in una vicina spiaggia con solo la testa fuori dalla sabbia, in modo che annegasse con la marea.
A seguito di ciò e a seguito della morte, lo stesso giorno, di sei loro compagni in un agguato, i Black and Tans uccisero sei civili a Miltown Malbay, Lahinch ed Ennistymon, incendiando anche ventisei edifici, compresi i municipi di Lahinch ed Ennistymon.
A novembre, quattro dirigenti dell'IRA caddero nelle mani degli Ausiliari a Durris, nella contea di Cork. L'intervento del colonnello del King's Liverpool Regiment evitò che fossero messi a morte sommariamente. Quest'ultimo reggimento era noto per la sua cavalleria, cosa che salvò la vita a diversi suoi soldati.
Arthur Griffith stimò che nei primi diciotto mesi di guerra, le forze della Corona avrebbero compiuto 38720 irruzioni in case private, arrestato 4982 sospetti, commesso 1604 aggressioni armate, compiuto saccheggi ed ucciso 77 persone, tra civili e repubblicani disarmati. Griffith organizzò le "Dáil Courts", un sistema giudiziario parallelo che, col crescere del territorio controllato dall'IRA, finì per soppiantare quello britannico.

### La RIC
Primario obiettivo dell'IRA, durante tutto il conflitto, fu la polizia. La Royal Irish Constabulary, composta per la maggior parte da non cattolici, era considerata dai Volontari "gli occhi e le orecchie" del governo britannico in Irlanda. I suoi membri e le caserme (specialmente le più isolate) erano vulnerabili, oltre che una fonte di preziose armi. La RIC contava 9700 uomini, stanziati in 1500 caserme, distribuite in tutto il paese. Nell'aprile del 1919 il Dáil proclamò una politica di ostracismo contro i membri della polizia. Ciò demoralizzò notevolmente il corpo di polizia. La popolazione, infatti, con il procedere della guerra, voltava sempre più le spalle ad un'istituzione considerata compromessa con la repressione governativa. Spesso gli esercizi commerciali rifiutavano di servirli, tanto da costringerli ad usare le armi. Di conseguenza gli arruolamenti diminuirono drasticamente e le dimissioni aumentarono. Diversi membri della RIC collaborarono con l'IRA per paura o per convinzione, fornendo importanti informazioni. In totale, durante la guerra vennero uccisi 363 poliziotti e 510 rimasero feriti.

## Michael Collins e l'IRA

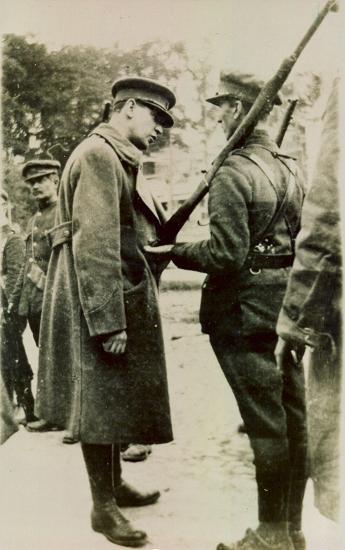
Il generale Michael Collins ispeziona un soldato

I principali impulsi che determinarono le politiche ed i comportamenti del movimento indipendentista derivarono da Michael Collins. Ministro delle finanze del governo repubblicano, era fortemente impegnato nella fornitura di denaro e armi alle unità dell'IRA e nella scelta degli ufficiali. La grande intelligenza, la capacità organizzatrice e la chiarezza di scopi che gli erano riconosciute, galvanizzavano le persone che entravano in contatto con lui. Riuscì a mettere in piedi quella che si dimostrò essere un'efficace rete spionistica tra i membri della Dublin Metropolitan Police (DMP) e di altri importanti settori dell'amministrazione britannica che simpatizzavano per l'indipendenza. Collins ebbe i suoi informatori anche nella "Divisione G" della DMP. Gli agenti della Divisione G, la relativamente piccola squadra politica della polizia dublinese, erano odiati dall'IRA, in quanto potevano agevolmente scoprire i Volontari e segnalarli alle forze britanniche ed ai Black and Tans. Collins organizzò quindi la "Squad", conosciuti anche come i Dodici Apostoli perché erano all'origine dodici, un gruppo di fuoco che aveva lo scopo di dare la caccia ed uccidere i membri della squadra politica e coloro che, a qualsiasi titolo, fornissero informazioni alle autorità.

### I combattenti dell'IRA
Anche se, sulla carta, la forza dell'IRA ammontava ad oltre 100000 uomini, Michael Collins calcolò che i combattenti effettivi, durante tutto il conflitto, furono complessivamente 15000 Di questi, solo 3000 furono sempre in servizio. L'esercito repubblicano contava pure su organizzazioni di supporto, come il Cumann na mBan (il gruppo femminile) ed il movimento giovanile Fianna Eireann, che trasportavano armi e messaggi, oltre ad assicurare cibo ed alloggio ai combattenti.
L'IRA beneficiò del diffuso aiuto che le diede gran parte della popolazione, che generalmente si rifiutava di dare informazioni alle truppe governative ed alla polizia e spesso assicurava provviste e case sicure alle unità repubblicane "in marcia". Come già detto, gran parte della popolarità dell'IRA era dovuta all'eccessiva reazione che le forze della Corona opponevano alle attività dei guerriglieri. Le forze governative iniziarono una violenta rappresaglia nel settembre 1919, quando a Fermoy, nella Contea di Cork, 200 soldati saccheggiarono ed incendiarono i principali esercizi commerciali della città, dopo che un ufficiale era stato ucciso per essersi rifiutato di consegnare le armi all'IRA. Azioni come queste, ripetute a Limerick ed a Balbriggan, aumentarono il numero dei simpatizzanti repubblicani in Irlanda e di chi sosteneva la libertà irlandese all'estero.

### Le finanze repubblicane
In aprile, dopo diverse incursioni dell'IRA, il servizio di riscossione delle imposte cessò di funzionare in gran parte dell'isola. La popolazione venne, di converso, "incoraggiata" a sottoscrivere il Prestito nazionale, lanciato da Collins per raccogliere fondi a favore del governo indipendentista e del suo esercito. Il giudice locale Alan Bell di Banagher ricevette l'incarico di individuare il denaro ottenuto in tal modo dagli indipendentisti. Al 26 marzo 1920, Bell era riuscito a sequestrare oltre 71000 sterline nella sede del Sinn Féin e, per mezzo di investigazioni bancarie condotte in tutto il paese, a bloccare somme ancora maggiori. Quel giorno, nella parte meridionale di Dublino qualcuno lo buttò giù da un tram e gli sparò tre volte alla testa. Entro la fine del 1920, il prestito aveva procurato alle casse repubblicane 357000 sterline. I tributi vennero comunque sempre pagati alle amministrazioni locali controllate dal Sinn Féin che, naturalmente, rifiutavano di passarli al governo centrale.
Quando Éamon de Valera ritornò dagli Stati Uniti, propose al Dáil che l'IRA desistesse dagli agguati e dagli omicidi, che consentivano al governo britannico di descriverla come un movimento terrorista, iniziando ad affrontare le truppe nemiche con metodi convenzionali. Questa proposta irrealistica venne subito lasciata cadere, ma dimostrò quanto gran parte della dirigenza del Sinn Féin fosse astratta dalla natura del conflitto.

## La risposta britannica

### Reparti paramilitari britannici e rappresaglie

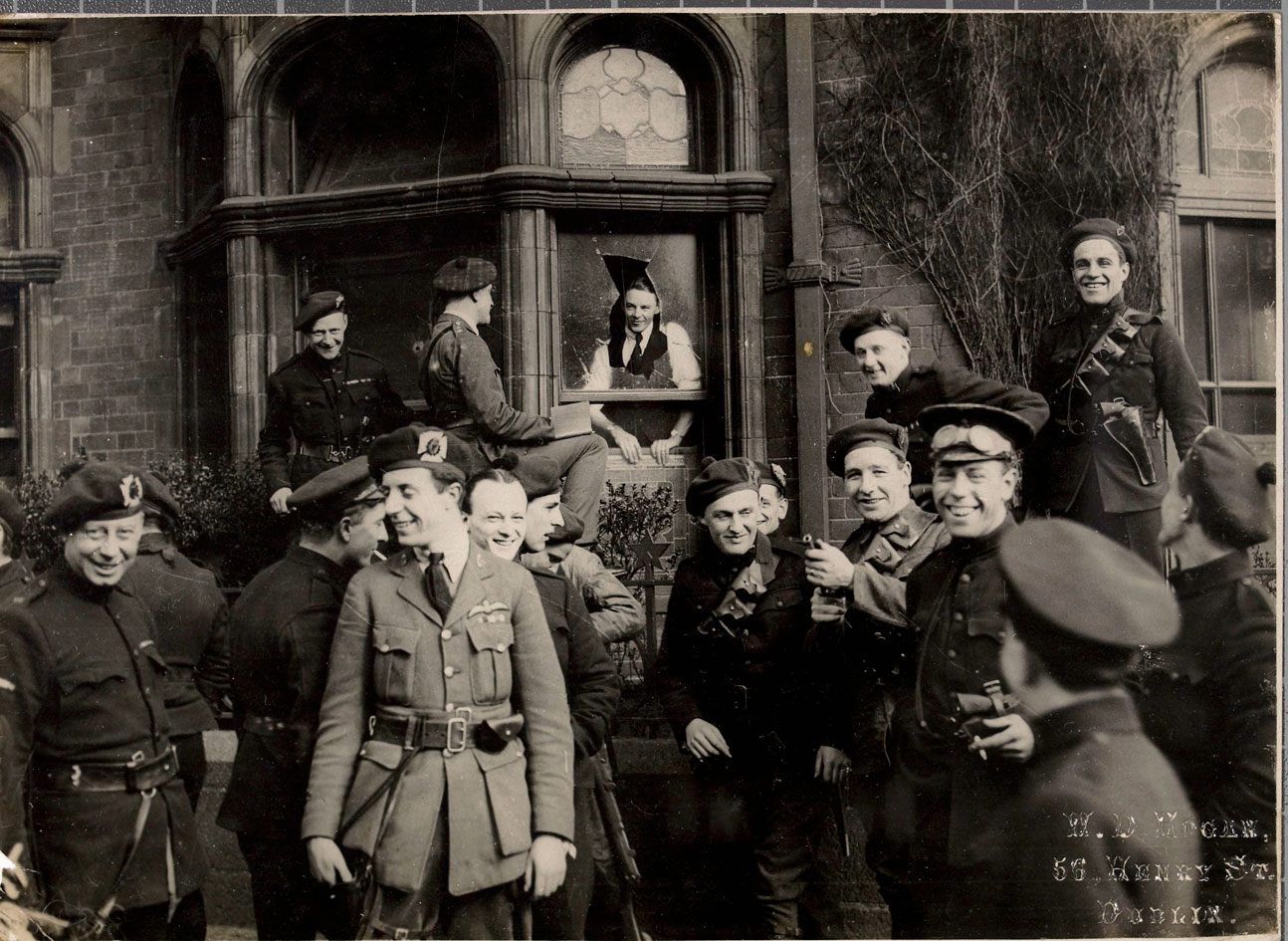
Un gruppo di "Black and Tans" e di Ausiliari a Dublino, aprile 1921

I "Black and Tans" vennero organizzati per sostenere l'indebolita RIC. Forti di 7000 uomini, erano soprattutto ex soldati britannici smobilitati dopo la prima guerra mondiale. Molti venivano dalle città dell'Inghilterra e della Scozia. Sebbene facessero teoricamente parte della RIC, in realtà costituivano un'organizzazione paramilitare che si lasciò dietro una fama di omicidi, terrore, ubriachezza ed indisciplina. Contribuirono così, più di ogni altro gruppo, a minare l'autorità morale del governo britannico in Irlanda. Più avanti fu la volta degli Ausiliari, un reparto formato da 1400 ex ufficiali di complemento dell'esercito britannico. Gli Ausiliari, sebbene eguagliassero le violenze ed il terrore suscitato nei civili dai Black and Tans, erano tuttavia più efficaci nel combattere l'IRA. La politica delle rappresaglie, che il governo negava e condannava in pubblico, ma in effetti non reprimeva e, forse, incoraggiava dietro le quinte, incontrò la famosa satira di Lord Hugh Cecil, il quale ebbe a dire: "Tutti sono d'accordo sul fatto che non si fanno rappresaglie e che queste stiano avendo un effetto positivo". Nel gennaio del 1921, venne lasciata cadere ogni finzione ed iniziarono "rappresaglie ufficiali", con l'incendio di sette case a Midleton, nella contea di Cork.

### LaCairo Gange la prima Domenica di Sangue
La mattina del 21 novembre 1920, grazie alle informazioni ottenute da Collins con la sua rete di intelligence, la Squad assassinò 19 agenti britannici (conosciuti come "Cairo Gang" sia perché frequentavano il Cairo Cafè sia perché provenivano da incarichi in Medio Oriente) in differenti zone di Dublino. Come risposta, gli Ausiliari entrarono nel Croke Park (il campo per il calcio gaelico della capitale irlandese) durante una partita tra Dublino e Tipperary e spararono sulla folla. Vennero uccise quattordici persone (tra cui Michael Hogan, giocatore del Tipperary) e altre sessantacinque rimasero ferite. Sempre lo stesso giorno, due prigionieri repubblicani ed un loro amico che non aveva alcuna connessione con l'IRA, ma che si trovava con i primi al momento dell'arresto la sera precedente, vennero uccisi nel Castello di Dublino "mentre tentavano di fuggire". Questo giorno viene ricordato come Bloody Sunday. Oggi, una tribuna di Croke Park, l'Hogan Stand, è stata dedicata al giocatore della contea di Tipperary morto nella rappresaglia.

## L'epicentro della guerra: la contea di Cork
Fuori Dublino, la contea di Cork fu lo scenario dei combattimenti più feroci. Gran parte delle tattiche che le forze della Corona avrebbero poi adottato in tutta l'isola – come la distruzione di proprietà private per risposta agli attacchi dell'IRA, o l'assassinio di esponenti politici nazionalisti – vennero adottate per la prima volta nella contea. Nel novembre 1919, il centro di Cork venne incendiato dalle forze britanniche, le quali impedirono l'intervento dei pompieri. Nel marzo del 1920 Thomas Mac Curtain, il sindaco di Cork aderente all'organizzazione Sinn Féin e comandante della 1ª Brigata Cork dell'IRA, venne assassinato in casa sua, di fronte alla moglie, da uomini col passamontagna che, più tardi, vennero visti rientrare nella locale caserma della polizia. Il suo successore, Terence MacSwiney, morì in uno sciopero della fame nel carcere di Brixton, a Londra.
Cork vide anche la nascita, da parte repubblicana, delle "flying columns" (colonne volanti), unità mobili composte da circa 30 combattenti, che potevano tendere imboscate e poi disperdersi nelle campagne, che conoscevano meglio dei militari britannici. Diversi reggimenti britannici, come l'Essex, avevano la fama di uccidere i prigionieri disarmati. Nel novembre del 1920, solo una settimana dopo la Domenica di Sangue, un'unità dell'IRA agli ordini di Tom Barry tese un agguato ad un gruppo di Ausiliari a Kilmicheal, nel Cork, uccidendo tutti i 18 militari che componevano la pattuglia. Si disse che alcuni ausiliari fossero stati uccisi dopo la resa, accusa cui i membri dell'IRA coinvolti replicarono sostenendo che si era trattata di una falsa resa, dopo di cui non si era più dato quartiere. L'episodio segnò l'ingresso in un'ulteriore fase del conflitto, in quanto dopo quel giorno tutto il Munster venne posto sotto la legge marziale, a cui si aggiunsero le contee di Kilkenny e di Wexford nel Leinster. L'agguato di Kilmichael ha ispirato una scena del film di Ken Loach The wind that shakes the barley, vincitore della palma d'oro a Cannes nel 2006.

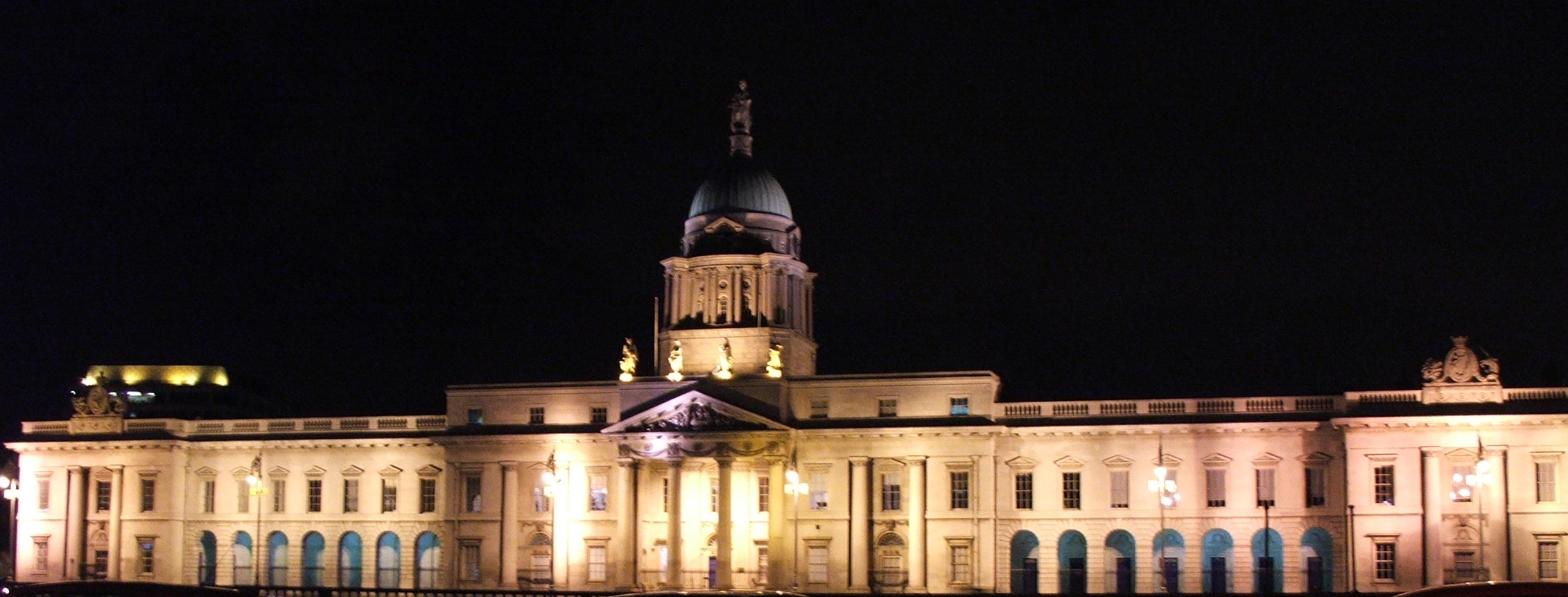
La Custom House a Dublino.
Fu incendiata dall'IRA nel 1921 e restaurata dopo la guerra.

Nell'agosto del 1920, le autorità sospesero tutte le corti del Coroner, a causa dell'alto numero di ordini d'arresto emessi contro membri delle forze britanniche. Esse vennero sostituite da "corti militari d'inchiesta".

## Il terribile 1921
I mesi successivi, fino alla tregua del luglio del 1921, furono i più violenti della guerra. Nel periodo tra il gennaio ed il luglio 1921 vennero uccise oltre 1000 persone, tra soldati britannici, guerriglieri, poliziotti e civili, una cifra che rappresenta il 70% delle perdite riscontrate in tutta la guerra. Inoltre, vennero internati 4500 membri (o sospetti simpatizzanti) dell'IRA.

### Rastrellamenti ed attentati a Dublino
Tra il 15 ed il 17 gennaio 1921, i militari britannici sigillarono un'area di Dublino delimitata da Capel St., Church St., North King St. ed i moli, proibendo a chiunque di entrare o uscire. Condussero quindi una ricerca casa per casa, ma non vennero effettuati arresti significativi, né si realizzarono ritrovamenti importanti. Alla fine di gennaio, per prevenire attentati durante gli spostamenti ed i servizi di pattuglia, i mezzi dell'esercito britannico che circolavano a Dublino iniziarono a caricare prigionieri repubblicani. La pratica venne interrotta dopo che venne denunciata dalla stampa. In seguito i britannici coprirono i camion con reti, idonee ad impedire che le bombe repubblicane entrassero nei veicoli. L'IRA applicò allora alle sue granate degli uncini, che s'impigliavano nelle reti di protezione. Tali ordigni vennero denominati "Mills bombs".

### Nel resto dell'isola
Il 1º febbraio 1921 avvenne la prima esecuzione "ufficiale" di un membro dell'Esercito repubblicano. A Cork venne fucilato Cornelius Murphy, originario di Millstreet, nella stessa contea di Cork. Prima della fine del mese, sempre a Cork, ne vennero fucilati altri sei. In quei giorni, per rappresaglia, nelle strade di Cork vennero tesi agguati mortali a dodici militari britannici.
Nello stesso mese e sempre nel Cork, ad Enniskeane, due lealisti, componenti dell'Anti-Sinn Féin Society locale, vennero uccisi dall'IRA. Erano accusati di aver assassinato i fratelli Coffey, membri dell'esercito repubblicano. Nelle settimane seguenti, una dozzina di altri dirigenti lealisti incontrarono la stessa sorte.
Il 4 maggio l'IRA del Kerry, vicino a Rathmore, lasciò sul lato della strada il corpo di un uomo di 80 anni, Thomas Sullivan, appena ucciso accusandolo di essere una spia. Il proposito era di tendere un agguato alla polizia. La pattuglia della RIC accorsa sul posto ebbe otto morti ed uno solo dei suoi componenti riuscì a salvarsi. Come rappresaglia, vennero date alle fiamme cinque case ed un negozio. Quattro giorni dopo, sempre nel Kerry, a Castleisland, due poliziotti subirono un attentato mentre tornavano a casa dalla messa. Uno venne ucciso, l'altro si salvò solo perché la moglie lo coprì con il suo corpo. Il 10, due poliziotti scomparirono mentre erano in perlustrazione vicino a Clonmany, nel Donegal. Il corpo di uno dei due venne depositato dalla marea sulla spiaggia il giorno dopo.

### Le difficoltà dell'IRA
Nel maggio 1921, a Dublino, l'IRA occupò e diede alle fiamme la Custom House. L'operazione, al di là del significato simbolico, fu un completo fallimento. Cinque membri dell'Esercito repubblicano morirono e oltre ottanta vennero catturati. Questo insuccesso venne causato dal semplice fatto che l'IRA non era in grado di affrontare l'esercito britannico in campo aperto. Entro il luglio del 1921, gran parte delle unità dell'IRA si trovavano a corto di armi e munizioni. Inoltre, nonostante la loro indubbia efficacia nella guerriglia, le bande repubblicane, come affermò Richard Mulcahy, "non erano state in grado di cacciare i britannici da niente di più importante delle stazioni di polizia di medie dimensioni". Prima della tregua, molti dirigenti repubblicani, incluso Michael Collins, si erano convinti che, se la guerra fosse durata più a lungo, la campagna dell'IRA avrebbe forse potuto trovarsi ad un punto morto. Per questo, vennero stilati piani per "portare la guerra sul suolo inglese". Si decise di compiere attentati contro obiettivi economicamente importanti, come il porto di Liverpool, dove peraltro l'IRA aveva già incendiato diciannove magazzini. Si supponeva che le unità impegnate per questi compiti avrebbero potuto operare ed evitare la cattura, poiché in Inghilterra non era in vigore la legge marziale ed ogni tentativo di instaurarla avrebbe incontrato la notevole resistenza dell'opinione pubblica. La tregua fece abbandonare questi piani.

## I morti
Il numero delle persone uccise nei due anni e mezzo di guerra è stimato in oltre 1400. Di questi, 363 erano membri della polizia e 261 appartenevano alle forze armate britanniche. I dati sui caduti dell'IRA e sulle vittime civili sono più incerti. Compresi 14 condannati a morte le cui sentenze furono eseguite, le perdite dell'Esercito repubblicano ammonterebbero a circa 550. Per Hopkinson, persero la vita circa 200 civili, anche se altre fonti forniscono cifre superiori.
Nel conto non sono però incluse le diverse centinaia di civili (453 solo a Belfast) morti in quegli anni nell'Irlanda del Nord, nel corso degli scontri tra gruppi religiosi. In questi casi, il maggior numero di uccisi si ebbe tra i cattolici. Le azioni dell'IRA al nord erano infatti seguite da violente rappresaglie, condotte contro la popolazione cattolica sia dai lealisti dell'Ulster Volunteer Force che dalle forze di polizia, per la quasi totalità protestanti. Queste violenze non cessarono dopo la tregua, poiché molti componenti dell'UVF entrarono a far parte di reparti ausiliari alla polizia dell'Ulster (cosiddetti B-Specials).

## La propaganda

Il tricolore irlandese risale alla ribellione della Giovane Irlanda nel 1848

L'insegna del Lord Lieutenant

### I britannici
Un altro argomento è quello della propaganda di guerra. Nell'agosto del 1920, al Castello di Dublino venne istituito un Dipartimento di propaganda, con lo scopo di coordinare gli sforzi tesi ad influenzare l'opinione pubblica interna ed internazionale, sempre più contraria al comportamento delle forze di sicurezza britanniche in Irlanda. Durante tutta la guerra, i britannici tentarono di dipingere l'IRA come una forza anti-protestante, per incoraggiare il lealismo dei protestanti irlandesi e conquistare il consenso dell'opinione pubblica in Gran Bretagna alle tattiche ruvide cui facevano ricorso le forze della Corona. Ad esempio, i comunicati governativi accennavano alla religione praticata dalle vittime dell'IRA soltanto se queste ultime erano protestanti e non quando, come avveniva nella grande maggioranza dei casi, erano cattoliche. Si tentava così di dare l'impressione che l'Esercito repubblicano stesse conducendo una strage di protestanti per motivi religiosi. Anche la stampa venne coinvolta nella propaganda governativa. I giornali erano spinti – spesso costretti – a pubblicare articoli che mettevano in cattiva luce solamente l'IRA ed esaltavano invece il ruolo delle forze britanniche. Durante l'estate del 1921, su un giornale di Londra apparve una serie di articoli intitolata Ireland under the New Terror, Living Under Martial Law. Sebbene volesse dare ad intendere di essere un resoconto obiettivo della situazione irlandese, il contenuto era di pura propaganda. L'autore degli articoli, Ernest Dowdall, era un membro degli Ausiliari e la serie fu uno dei maggiori successi del Dipartimento di propaganda.

### L'Irish Bulletin
Desmond FitzGerald ed Erskine Childers lavoravano attivamente all'Irish Bulletin. Il giornale riportava le atrocità commesse dalle forze della Corona che gli organi di stampa britannici ed irlandesi non volevano o non riuscivano a coprire. Il Bulletin era stampato in segreto e distribuito in tutta l'Irlanda oltre che alle agenzie di stampa internazionali ed ai sostenitori repubblicani in America ed Europa. Veniva inviato pure ai politici britannici che simpatizzavano per la causa irlandese.

## Il ruolo della Chiesa cattolica
La gerarchia della Chiesa cattolica si oppose alle violenze di entrambe le parti e specialmente a quelle dell'IRA, continuando una lunga tradizione di condanna agli eccessi del repubblicanesimo militante.
Nel maggio del 1921, papa Benedetto XV incoraggiò entrambe le parti a trovare un accordo. La proposta papale non venne gradita dalla diplomazia britannica, che aveva spinto per una condanna della ribellione. Il governo di Londra si sentiva posto sullo stesso piano di "una banda di assassini".

## La tregua e una pace difficile

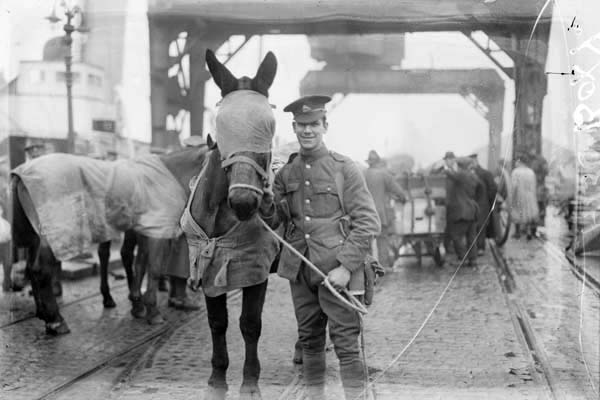
Soldati di un reggimento di cavalleria britannico che lasciano Dublino nel 1922

L'11 luglio 1921 si giunse ad un accordo di tregua e la guerra finì. I colloqui che nel corso del 1920 erano sembrati promettenti si erano arenati nel dicembre di quello stesso anno, quando David Lloyd George pretese che l'IRA consegnasse per prima le armi. In primavera, su pressione di Herbert Henry Asquith, della parte dei Liberali che si trovava all'opposizione, dei Laburisti e dei sindacati, il primo ministro ricominciò i negoziati che condussero alla tregua di luglio.
Sotto certi aspetti, il conflitto era ormai arrivato ad un punto morto. Infatti l'accordo venne favorito dalla consapevolezza, da parte di entrambi i contendenti, di non poter ottenere una vittoria finale a prezzi ragionevoli. Dal punto di vista del governo britannico, parve evidente che la guerriglia repubblicana poteva continuare per un periodo indefinito, imponendo alla Gran Bretagna un prezzo sempre più elevato in termini di denaro e perdite. Inoltre, l'opinione pubblica, in patria ed all'estero, era sempre più avversa ai metodi di repressione utilizzati dalle forze della Corona. D'altro canto, i dirigenti dell'IRA e soprattutto Michael Collins, ritenevano che l'esercito repubblicano, per come era organizzato, non poteva portare avanti ancora a lungo la guerra che stava conducendo e che sarebbe stato posto in serie difficoltà dal maggiore dispiegamento in Irlanda di forze regolari britanniche, oltre che dalla mancanza di armi e munizioni.
L'impulso iniziale che avrebbe portato alla tregua venne da tre uomini: re Giorgio V, il primo ministro sudafricano generale Jan Smuts e David Lloyd George. Il re, che aveva espresso il suo dissenso all'operato dei Black and Tans in Irlanda, era insoddisfatto del discorso che gli era stato preparato per l'apertura del nuovo Parlamento dell'Irlanda del Nord, nato dal Government of Ireland Act del 1920.
Smuts, buon amico del sovrano, gli suggerì di utilizzare l'occasione per lanciare un appello a favore della riconciliazione. Il re chiese allora a Smuts di fissare queste idee sulla carta. Smuts preparò allora una bozza di discorso, che fece avere al re ed al primo ministro. Lloyd George invitò allora Smuts a prendere parte ad una riunione del governo, convocata per discutere le "interessanti" proposte ricevute dal primo ministro. Né questi, né Smuts informarono il Gabinetto del fatto che il loro autore era Smuts. I ministri, pur riluttanti, spinti dal primo ministro e da Smuts, che evidentemente avevano l'approvazione del re, si fecero convincere sull'opportunità del discorso.
Il discorso ebbe in effetti un grosso impatto. Cogliendo l'occasione, Lloyd George indirizzò allora un appello a de Valera, affinché i negoziati riprendessero. La dirigenza repubblicana, ignara che l'appello non rappresentava affatto il comune sentire all'interno del governo britannico, ma che era stato, in qualche modo, solo il risultato di una mossa del re, appoggiato da Smuts e Lloyd George, rispose affermativamente.
De Valera e Lloyd George si accordarono per una tregua che facesse cessare i combattimenti, rimandando la definizione dei dettagli a trattative da intavolare successivamente.
L'inizio di queste trattative durò diversi mesi, poiché i britannici seguitavano ad insistere che l'IRA dovesse prima deporre le armi. La richiesta venne infine lasciata cadere. Si convenne che le truppe britanniche sarebbero rimaste in caserma, senza intraprendere ulteriori operazioni. Il fatto che le unità dell'IRA rimasero in funzione – molti comandanti sul campo proseguirono ad arruolare ed addestrare volontari, nel caso la guerra avesse dovuto riprendere – costituì una delle condizioni che avrebbero portato allo scoppio della guerra civile tra il governo del nuovo Stato Libero e coloro che si opponevano al Trattato che Michael Collins ed Arthur Griffith conclusero nel dicembre 1921 con i britannici.

## Il Trattato
I colloqui di pace risultarono nel Trattato Anglo-Irlandese del 1921, che da parte irlandese venne ratificato due volte: dal Dáil Éireann nel dicembre del 1921 (per quanto riguarda la Repubblica irlandese), nel gennaio successivo dalla Camera dei comuni dell'Irlanda del Sud (che per i britannici era la camera legislativa a ciò competente, ai sensi del Government of Ireland Act sopra citato).
Il Trattato consentiva all'Irlanda del Nord, che era stata istituita dal solito Government of Ireland Act del 1920, di chiamarsi fuori dallo Stato libero. Come tutti si aspettavano, il governo nordirlandese, a maggioranza protestante, approfittò senza indugio della possibilità che gli era stata offerta. Secondo gli accordi, venne quindi costituita una commissione col compito di regolare i confini tra lo Stato libero e l'Irlanda del Nord. I negoziatori irlandesi avevano inteso che il confine sarebbe stato modificato, a seconda che le singole regioni fossero a maggioranza unionista o nazionalista. Dal 1920 dalle elezioni locali erano uscite ampie maggioranze nazionaliste nelle contee di Fermanagh e Tyrone, nella città di Derry oltre che in diverse zone delle contee di Armagh e Derry. Nonostante ciò, la commissione non modificò il confine e tutte le contee sopra elencate vennero lasciate nell'Irlanda del Nord.
Nello Stato libero si creò un nuovo sistema istituzionale. Durante il primo anno coesistettero due governi: da una parte l'Aireacht, responsabile davanti al Dáil e guidato dal presidente Griffith. Dall'altra il Governo provvisorio, nominato dal Luogotenente e responsabile alla Camera dei Comuni dell'Irlanda del Sud. Collins venne posto a capo del suddetto governo provvisorio. La convocazione di Collins al Castello di Dublino venne giustificata da parte repubblicana come l'accettazione della consegna del castello stesso.
Gran parte del movimento indipendentista e della popolazione irlandese accettò il Trattato. La fazione indipendentista guidata da Liam Lynch, al contrario, lo rifiutò. Il contrasto portò alla guerra civile, che si concluse nel 1923, con la sconfitta della fazione anti-Trattato. La guerra civile costò la vita a molti dirigenti repubblicani schierati da una parte o dall'altra (come Cathal Brugha, Harry Boland, Rory O'Connor e lo stesso Collins), provocò più morti della guerra per l'indipendenza ed influenzò profondamente la politica irlandese nei decenni successivi.
Nel 1966, cinquantesimo anniversario della rivolta di Pasqua, venne eretto a Dublino un memoriale, chiamato Garden of Remembrance. Il giorno in cui venne firmata la tregua è, nella Repubblica d'Irlanda, National Day of Commemoration, in cui si ricordano tutti coloro che combatterono e caddero da entrambe le parti.

## Filmografia
- Il traditore (The Informer), regia di John Ford (1935)
- Il castello del mistero (Ourselves Alone), regia di Brian Desmond Hurst (1936)
- Il nemico amato (Beloved Enemy), regia di Henry C. Potter (1936)
- L'aratro e le stelle (The Plough and the Stars), regia di John Ford (1937)
- Il fronte della violenza (Shake Hands with the Devil), regia di Michael Anderson (1959)
- L'irlandese (The Dawning), regia di Robert Knights (1988)
- Michael Collins, regia di Neil Jordan (1996)
- Il vento che accarezza l'erba (The Wind That Shakes the Barley), regia di Ken Loach (2006)

Altri media:
Il gruppo The Cranberries parla della guerra in Irlanda nella canzone Zombie.
Il conflitto appare anche sullo sfondo della serie Netflix "Peaky Blinders".